# 2019年宮城県議会議員選挙
2019年宮城県議会議員選挙は、宮城県の議決機関である宮城県議会を構成する議員を改選するため、2019年10月27日に投票が行われた選挙である。

## 概要
県議会議員の任期4年が満了したことに伴って行われた。2011年3月11日に発生した東北地方太平洋沖地震に因る震災被害（東日本大震災）のため2011年宮城県議会議員選挙が第17回統一地方選挙の日程に行えず延期されたため、2019年度の選挙も2015年度の選挙同様、第19回統一地方選挙と同一日程ではなくこの日程となった。

## 基礎データ
- 告示日：2019年10月18日
- 投票日：2019年10月27日
- 議員定数：59名
- 選挙区：23選挙区（うち8選挙区で無投票[3]）
- 候補数：79名（うち16名が無投票当選）
  - 各党候補者数：自由民主党31名、公明党9名、日本共産党9名、立憲民主党8名、国民民主党1名、社会民主党1名、無所属25名

## 選挙結果
自民党は引き続き第一会派を維持した。立憲民主党は議席を3議席伸ばし、党勢を伸長させた。日本共産党は立憲民主党に県政批判票を吸収され、3議席減の5議席にとどまった。社民党は現職が議席を維持し、推薦当選者と共に会派を維持した。

## 当選した議員
自民党   公明党 
 立憲民主党   共産党 
 国民民主党 
 社民党 
 無所属 
|                    | 青葉区     | 遊佐美由紀 | 遠藤伸幸 | 福井崇正   |
| 菅間進             | 青葉区     | 吉川寛康   | 金田基   |            |
| 中沢幸男           | 青葉区     |            |          |            |
| 宮城野区           | 石川光次郎 | 庄子賢一   | 大内真理 |            |
| 宮城野区           | 坂下康子   |            |          |            |
| 若林区             | 渡辺勝幸   | 三浦奈名美 | 福島一恵 |            |
| 太白区             | 佐々木幸士 | 岸田清実   | 渡辺拓   |            |
| 太白区             | 横山昇     | 石田一也   |          |            |
| 泉区               | 小畑仁子   | 遠藤隼人   | 外崎浩子 |            |
| 泉区               | 伊藤和博   | 庄田圭佑   |          |            |
| 石巻市・牡鹿郡     | 本木忠一   | 坂下賢     | 三浦一敏 | 佐々木喜蔵 |
| 石巻市・牡鹿郡     | 斎藤正美   |            |          |            |
| 塩竈市             | 柏佑賢     | 天下みゆき |          |            |
| 気仙沼市・本吉郡   | 守屋守武   | 畠山和純   | 境恒春   |            |
| 白石市・刈田郡     | 安藤俊威   | 横山隆光   |          |            |
| 名取市             | 太田稔郎   | 村上久仁   |          |            |
| 角田市・伊具郡     | 八島利美   |            |          |            |
| 多賀城市・七ヶ浜町 | 深谷晃祐   | 仁田和広   |          |            |
| 岩沼市             | 村上智行   |            |          |            |
| 登米市             | 伊藤吉浩   | 渡辺忠悦   |          |            |
| 栗原市             | 瀬戸健治郎 | 熊谷義彦   |          |            |
| 東松島市           | 高橋宗也   |            |          |            |
| 大崎市             | 中島源陽   | 菊地恵一   | 佐藤仁一 | 佐々木賢司 |
| 亘理郡             | 渡辺重益   |            |          |            |
| 宮城郡             | 桜井正人   |            |          |            |
| 富谷市・黒川郡     | 藤倉知格   | 中山耕一   |          |            |
| 柴田郡             | 高橋伸二   | 枡和也     |          |            |
| 加美郡             | 高橋啓     |            |          |            |
| 遠田郡             | 佐々木功悦 |            |          |            |

### 補欠選挙
| 年     | 月   | 選挙区             | 当選者       | 当選政党   | 欠員     | 欠員政党 | 欠員事由         |
| ------ | ---- | ------------------ | ------------ | ---------- | -------- | -------- | ---------------- |
| 2021年 | 7月  | 仙台市宮城野区     | 松本由男     | 自民党     | 坂下康子 | 無所属   | 死去             |
| 2021年 | 7月  | 仙台市宮城野区     | 佐々木奈津江 | 立憲民主党 | 庄子賢一 | 公明党   | 衆院選出馬       |
| 2021年 | 10月 | 石巻市・牡鹿郡     | 池田憲彦     | 自民党     | 斎藤正美 | 自民党   | 石巻市長選出馬   |
| 2021年 | 10月 | 多賀城市・七ヶ浜町 | 伏谷修一     | 自民党     | 深谷晃祐 | 自民党   | 多賀城市長選出馬 |
| 2022年 | 6月  | 岩沼市             | 佐藤剛太     | 無所属     | 村上智行 | 自民党   | 岩沼市長選出馬   |